# 索尼α700
SONY DSLR-α700发布于2007年9月6日，是SONY首款定位于中端的数码单反，其性能较之前的α100有较大的提升，采用了有效像素为1220万的“Exmor”CMOS感光元件。
從2009年開始，在香港行貨版 α700 單機售價調整至新低 - HKD 5600-5900 元的一般商店售價。而且比較著名的相機商鋪更發售新 α700 Kit 套裝，除 α700 機身外包含著名的自動對焦蔡司鏡頭 SAL-1680za，售價更跌破港幣 10000 元以下，9000 元以上。雖然極佳的價性比對其他相機系統如佳能還有藝康也構成一定的影響，但由於 a700 過於進取的價格、上佳的性能而吸引更多想使用 Sony Alpha 入門級機種的人放棄入門級而直接購買 a700 這樣的中階 APS-C 相機，就這樣 Sony 的入門級機種反而被自己的中階 a700 打擊了不少銷量。不過 a3xx 整個系列也有數碼單鏡反光相機中最實用的多角度 Lifeview 功能，這是在 a700 上沒有，也是對想使用 Sony Alpha 系統的決定點。

## 外部連結
- （繁體中文）Sony DSLR-A700（台灣Sony Style官方網站） （页面存档备份，存于）